# Краснопахорский район
Краснопахо́рский райо́н — район в Троицком административном округе города Москвы и соответствующее ему одноимённое муниципальное образование (муниципальный округ).
Создан в 2024 году в рамках административно-территориальной реформы  в ТиНАО путём объединения частей территорий упразднённых поселений Клёновское, Краснопахорское, Михайлово-Ярцевское, Первомайское и Щаповское. Органы местного самоуправления новообразованного муниципального округа Краснопахорский являются правопреемниками органов местного самоуправления поселений Краснопахорское, Михайлово-Ярцевское и Щаповское.
В мае 2024 года создана управа Краснопахорского района, главой является Юрий Николаевич Няньчур.

## Совет депутатов муниципального округа
Выборы в Совет депутатов муниципального округа Краснопахорский прошли в единый день голосования в 2024 году.
Согласно результатам выборов, в Совет депутатов муниципального округа Краснопахорский прошли 9 кандидатов, избранных от «Единой России», 1 кандидат от ЛДПР, 1 представитель партии «Родина» и 1 самовыдвиженец.
Главой муниципального округа была избрана Матвеева Надежда Владимировна.
| Субъект выдвижения | Субъект выдвижения | ФИО депутата                    | Количество голосов | Округ |
| ------------------ | ------------------ | ------------------------------- | ------------------ | ----- |
|                    | Единая Россия      | Белослюдов Игорь Борисович      | 1437               | 1     |
|                    | Единая Россия      | Матвеева Надежда Владимировна   | 1339               | 1     |
|                    | Единая Россия      | Безрукова Лидия Васильевна      | 1163               | 1     |
|                    | Независимый        | Миллер Дмитрий Георгиевич       | 753                | 1     |
|                    | Единая Россия      | Бардина Елена Владимировна      | 1375               | 2     |
|                    | Единая Россия      | Загорский Евгений Георгиевич    | 977                | 2     |
|                    | Единая Россия      | Федосов Михаил Михайлович       | 973                | 2     |
|                    | ЛДПР               | Леонтьева Надежда Александровна | 800                | 2     |
|                    | Единая Россия      | Бултыгина Екатерина Вячеславна  | 1200               | 3     |
|                    | Единая Россия      | Мельникова Ольга Владимировна   | 1093               | 3     |
|                    | Единая Россия      | Тимошин Алексей Владимирович    | 1041               | 3     |
|                    | Родина             | Кухаренко Владимир Вячеславович | 603                | 3     |